# Limnoria septima
Limnoria septima là một loài chân đều trong họ Limnoriidae. Loài này được Barnard miêu tả khoa học năm 1936.